# Laurentidy
Laurentinská vysočina, též Laurentidy (francouzsky Laurentides, anglicky Laurentians) jsou nevysoká, rozsáhlá a stará pohoří v jižním Québecu v Kanadě. Jméno dostaly podle řeky svatého Vavřince (francouzsky Fleuve Saint-Laurent). Táhnou se podél levého břehu řeky svatého Vavřince a Ottawy a tvoří jižní okraj Kanadského štítu. Nejvyšší nadmořské výšky dosahují vrcholem Mont Raoul Blanchard (1166 m n. m.) severovýchodně od města Québec v Reserve Faunique des Laurentides. Řeky Gatineau, L'Assomption, Lièvre, Montmorency, Nord, Ottawa a Saint-Maurice vytékají z jezer v Laurentidách.
Dále na jih v americkém státě New York se táhne Adirondacké pohoří, které je vlastně pokračováním Laurentid, přestože bývá někdy chybně přiřazováno k Apalačským horám.
I když se jeden z québeckých krajů nazývá Laurentides, horské pásmo prochází čtyřmi dalšími kraji: Capitale-Nationale, Outaouais, Lanaudière a Mauricie. Podhůří Laurentid dosahuje až do severovýchodního Ontaria, zejména kolem Bonnechere a Combermere na západ od Ottawy jako Laurentian Highlands, Madawaska Highlands, vrchovina kolem řeky Madawaska a jezera Opeongo, jakož i Opeongo Hills.
Laurentidy jsou jedním z nejstarších pohoří na světě. Tvoří je prekambrické horniny. Laurentidy představují centrální část grenvillského orogénu, jehož stáří se odhaduje až na 1100 až 1000 miliónů let. Milióny let eroze srovnaly povrch Laurentid do jednotné zvlněné krajiny s hřebeny převážně kolem 900 m n. m. Oblast je hustě zalesněná a najdeme zde velké množství jezer. Mezi významné zástupce fauny patří vlk, medvěd baribal, los, jelenec běloocasý či bobr.

## Národní parky a rezervace
V Laurentidách se nachází celá řada přírodních nebo národních parků a zvířecích rezervací:
- Algonquin Provincial Park
- Réserve faunique de Papineau-Labelle
- Réserve faunique Rouge-Matawin
- Parc du Mont-Tremblant
- Réserve faunique Mastigouche
- Parc national de la Mauricie
- Réserve faunique du Saint-Maurice
- Réserve faunique de Portneuf
- Réserve faunique des Laurentides
- Parc de la Jacques-Cartier
- Parc des Grands-Jardins
- Parc des Hautes-Gorges-de-la-Rivière-Malbaie